# Wilen Mitrofanowitsch Strutinski
Wilen Mitrofanowitsch Strutinski (russisch Вилен Митрофанович  Струтинский, englische Transkription Vilen Mitrofanovich Strutinsky; * 16. Oktober 1929 in Odessa; † 28. Juni 1993 in Rom) war ein sowjetischer Kernphysiker.

## Leben
Strutinski machte 1946 in Odessa sein Abitur (nachdem die Familie im Zweiten Weltkrieg nach Swerdlowsk evakuiert worden war). Er studierte an der Universität in Odessa und der Staatlichen Universität in Charkow mit dem Abschluss in Theoretischer Physik 1952. Danach war er am Kurtschatow-Institut in der Abteilung von Arkadi Migdal und befasste sich mit Kernphysik. Er blieb dort bis 1970. Im Jahr 1959 wurde er am MIFI promoviert. 1965 folgte die Habilitation (russischer Doktortitel) am JINR in Dubna. Ihm wurden früh Auslandsreisen erlaubt, zum Beispiel 1956 in die Niederlande, 1957/58 an das Niels-Bohr-Institut in Kopenhagen, 1960 nach Kanada und 1963/64 in die USA. 1992/93 war er Gastprofessor am italienischen nationalen Institut für Kernphysik in Catania.
In den 1950er Jahren befasste er sich mit Alpha-Zerfall in deformierten Kernen (Thema seiner Dissertation) und der Winkelverteilung der Spaltfragmente bei rotierenden Kernen. Der theoretischen Forschung über das Phänomen der Kernspaltung blieb er auch weiter treu.
Von 1967 bis 1970 war er Gastprofessor am Niels-Bohr-Institut in Kopenhagen. Danach ging er an das Institut für Kernphysik der Ukrainischen Akademie der Wissenschaften in Kiew als Leiter der Abteilung Theoretische Kernphysik, was er bis 1991 blieb.
Strutinski wurde bekannt durch die Entwicklung einer Theorie der Kernspaltung (und allgemein Deformationen im Tröpfchenmodell) mit Schalentheorie-Korrekturen (ab 1966). Er entdeckte bei der Anwendung von Schalenmodellkorrekturen auf die Berechnung von Kernspaltungsbarrieren im Rahmen des Nilsson-Modells bei typischen Actiniden ein zweites Minimum in der Deformationsenergie etwa 3 MeV oberhalb des Grundzustandes, aber mit viel größerer Deformation des Kerns. Das war die Erklärung der zuvor beobachteten Spaltungs-Isomere und machte ihn nach der Präsentation auf einer Konferenz 1966 in Schweden international bekannt. Anschließend wurde er an das Niels-Bohr-Institut in Kopenhagen eingeladen, wo er die Methode weiter ausbaute. Die Aufteilung der Gesamtenergie in einen geglätteten Teil (Tröpfchenmodell) und einen oszillierenden Teil (Einzelteilchenbeiträge) wurde von Hans Bethe Strutinskis Energiesatz genannt, in den USA war auch makroskopisch-mikroskpische Methode verbreitet. Die Methode wurde später auch mit Hartree-Fock-Methoden gerechtfertigt und erwies sich als universell anwendbar bei endlichen Fermisystemen – wie Metallclustern und Quantenpunkten – und der Erklärung von Schaleneffekten bei diesen. Er entwickelte auch im Anschluss an die Spurformel von Martin Gutzwiller einen semiklassischen Zugang zu Schalentheorieeffekten (mit Alexander Magner). Dabei erweiterten sie Gutzwillers Methode auf kontinuierliche Symmetrien, wie sie typischerweise bei kollektiver Bewegung von Kernen vorliegen.
In den 1980er Jahren befasste er sich mit Schwer-Ionenreaktionen (zum Beispiel Korrelationen in den Partialwellen bei tiefinelastischen Schwerionenstössen) und mit dynamischen Aspekten der Kernspaltung und seiner Theorie der Schalenmodellkorrekturen (LiPA-Modell).
1978 erhielt er den Tom-W.-Bonner-Preis für Kernphysik mit Sergei M. Polikanov für ihre bedeutenden Beiträge zur Entdeckung und Aufklärung von isomerischer Kernspaltung; Ihre Arbeit erweiterte in großem Umfang unser Verständnis der Rolle von Einzelteilchenzuständen auf die Gesamtenergie schwerer deformierter Kerne; Ihre Entdeckung hatte einen wesentlichen Einfluss auf die Frage der möglichen Stabilität sehr schwerer Kerne (Laudatio). 1991 bekam er einen Humboldt-Forschungspreis. 1979 wurde er Ehrendoktor der Universität Kopenhagen. Er war korrespondierendes Mitglied der Ukrainischen Akademie der Wissenschaften.
Strutinski starb 1993 in Rom auf dem Weg nach Griechenland, wo er an einer Konferenz teilnehmen wollte.
Er hatte breite historische und kulturelle Interessen und machte als Hobby Nahaufnahmen insbesondere von Insekten.

## Schriften
- Strutinsky Nuclear deformation energy, Sov. J. Nucl. Phys., Band 3, 1966, S. 449
- V.M. Strutinsky: Shell effects in nuclear masses and deformation energies. In: Nuclear Physics A. Band 95, Nr. 2, April 1967, S. 420–442, doi:10.1016/0375-9474(67)90510-6.
- V.M. Strutinsky: “Shells” in deformed nuclei. In: Nuclear Physics A. Band 122, Nr. 1, Dezember 1968, S. 1–33, doi:10.1016/0375-9474(68)90699-4 (englisch).
- J. Damgard, H.C. Pauli, V. V. Pashkevich, V. M. Strutinsky A method for solving the independent particle Schrödinger equation with a deformed average field, Nuclear Physics A, Band 135, 1969, S. 432–444
- M. Brack, Jens Damgaard, A. S. Jensen, H. C. Pauli, V. M. Strutinsky, C. Y. Wong: Funny Hills: The Shell-Correction Approach to Nuclear Shell Effects and Its Applications to the Fission Process. In: Reviews of Modern Physics. Band 44, Nr. 2, 1. April 1972, S. 320–405, doi:10.1103/RevModPhys.44.320 (englisch).
- G.G. Bunatian, V.M. Kolomietz, V.M. Strutinsky: A foundation to the shell correction method. In: Nuclear Physics A. Band 188, Nr. 2, Juni 1972, S. 225–258, doi:10.1016/0375-9474(72)90058-9 (englisch).
- Strutinsky Semiclassical theory of nuclear shell structure, Nucleonica, Band 20, 1975, S. 679–716
- A. G. Magner, Strutinsky Quasiclassical theory of the nuclear shell structure, Sov. Phys.Part.&Nucl., Band 7, 1977, S. 138–163